# Gardner Island (Antarktika)
Gardner Island (in Norwegen Breidnesknollen für Breitspitzenhügel) ist eine 1,2 km lange Insel vor der Ingrid-Christensen-Küste des ostantarktischen Prinzessin-Elisabeth-Lands. Sie liegt 3 km westlich der Heidemann Bay vor der Breidnes-Halbinsel in den Vestfoldbergen.
Norwegische Kartografen kartierten sie anhand von Luftaufnahmen, die bei der Lars-Christensen-Expedition 1936/37 entstanden. Das Antarctic Names Committee of Australia änderte die von ihnen vorgenommene Benennung und benannte die Insel nach Lionel George Gardner (* 1924), Mechaniker für Dieselaggregate auf der nahegelegenen Davis-Station im Jahr 1958.